# Igors Vihrovs
Igors Vihrovs (ur. 6 czerwca 1978 w Rydze) – łotewski gimnastyk. Złoty medalista olimpijski z Sydney.
Igrzyska w 2000 były jego pierwszą olimpiadą. Triumfował w ćwiczeniach wolnych. Zdobyty przez niego medal był historycznym, pierwszym złotym medalem dla Łotwy wywalczonym na igrzyskach olimpijskich. W tej samej konkurencji był w tym samym roku trzeci na mistrzostwach Europy, w 2001 sięgnął po brąz mistrzostw świata. Brał udział również w IO 04.